# Luis Santibáñez
Luis Alberto Santibáñez Díaz (7 de febrer de 1936 - 5 de setembre de 2008) fou un futbolista xilè.

## Selecció de Xile
Va formar part de l'equip xilè a la Copa del Món de 1982 com a seleccionador. També ha estat entrenador de diversos clubs xilens com Unión Española, Universidad Católica o Universidad de Chile o d'Equador com Barcelona SC o CD Filanbanco.

## Palmarès
Unión San Felipe
- Segunda División de Chile: 1971
- Primera División de Chile: 1972

Unión Española
- Primera División de Chile (3): 1973, 1975, 1977

Barcelona Sporting Club
- Serie A de Ecuador: 1985